# Radford Island
Radford Island ist eine eisbedeckte Insel im Marshall-Archipel vor der Saunders-Küste des westantarktischen Marie-Byrd-Lands. Sie liegt 10 km westlich des Saunders Mountain im östlichen Teil des Sulzberger-Schelfeises.
Teilnehmer der Byrd Antarctic Expedition (1928–1930) entdeckten sie während eines Überfluges am 5. Dezember 1929. Teilnehmer der United States Antarctic Service Expedition (1939–1941) hielten sie für einen Teil der Festlandmasse und kartierten sie als Radford Mountains. Der United States Geological Survey identifizierte sie als Insel anhand eigener Vermessungen und Luftaufnahmen der United States Navy aus den Jahren von 1962 bis 1965. Namensgeber ist Vizeadmiral Arthur W. Radford (1896–1973), stellvertretender Leiter der Lufteinsätze der US Navy bei der Operation Highjump (1946–1947).